# Взрослая неожиданность
«Взрослая неожиданность» (англ. «Role Models») — комедийный фильм режиссёра Дэвида Уэйна. Слоган фильма «Danny and Wheeler were just sentenced to 150 hours mentoring kids. Worst idea ever» (в российском прокате «Два мальчика сделают их мужчинами»). Премьера состоялась 7 ноября 2008 года (в России 26 февраля 2009). Рейтинг MPAA: для детей до 17 лет обязательно присутствие родителей.

## Сюжет
Денни и Уиллер работают представителями компании, которая занимается продажей энергетических напитков. В один прекрасный день жизнь Денни сыграла с ним злую шутку — его бросает девушка после того, как он ей делает предложение. Разгневанный, он вместе с Уиллером устраивает потасовку с офицером полиции и пытается угнать грузовик. Они попадают под суд и им выносят приговор — 150 часов общественных работ. Но это не просто общественные работы, это — специальная программа, направленная на воспитание детей. Возможно, все было бы не так и плохо, если бы не молчаливый Огги, помешанный на средневековых битвах, и Ронни, нахальный чернокожий мальчишка. Может, лучше в тюрьму?

## В ролях
- Шон Уильям Скотт — Уилер
- Пол Радд — Дэнни Донахи
- Элизабет Бэнкс — Бет
- Кристофер Минц-Пласс — Эйджи Фаркс
- Бобби Дж. Томпсон — Ронни Шилдс
- Джейн Линч — Гейл Суини
- Керри Кенни-Сильвер — Линетт
- Кен Джонг — король Ли Арготрон
- Кен Марино — Джим Стэнсел
- Джо Ло Трульо — Эван Куццик
- Мэтт Уолш — Давит Гленкрекенский
- Киган-Майкл Ки — Дуэйн Кинг
- Аманда Ригетти — Изабель
- Нейт Хартли — мастер игры
- Луи Си Кей — школьная любовь

## Сборы
Бюджет фильма составил 28 млн. $. В прокате с 7 ноября 2008 по 29 января 2009, наибольшее число показов в 2,798 кинотеатрах единовременно. За время проката собрал в мире 92,380,927 $ из них 67,294,270 $ в США и 25,086,657 $ в остальном мире. В странах СНГ фильм шёл с 26 февраля по 29 марта 2009 и собрал 726,742 $.